# Paramun
Paramun (izvirno srbsko Парамун) je naselje v Srbiji, ki upravno spada pod Občino Kosjerić; slednja pa je del Zlatiborskega upravnega okraja.

## Demografija
V naselju živi 69 polnoletnih prebivalcev, pri čemer je njihova povprečna starost 50,1 let (44,1 pri moških in 55,5 pri ženskah). Naselje ima 32 gospodinjstev, pri čemer je povprečno število članov na gospodinjstvo 2,50.
To naselje je, glede na rezultate popisa iz leta 2002, večinoma srbsko.
|  |

| Demografija | Demografija     | Demografija     |
| Leto        | Št. prebivalcev | Št. prebivalcev |
| ----------- | --------------- | --------------- |
|             |                 |                 |
|             |                 |                 |
|             |                 |                 |
|             |                 |                 |
| 1948        | 456             |                 |
| 1953        | 320             |                 |
| 1961        | 280             |                 |
| 1971        | 225             |                 |
| 1981        | 187             |                 |
| 1991        | 131             | 131             |
| 2002        | 80              | 80              |
|             |                 |                 |

| Etnična sestava po popisu iz leta 2002 | Etnična sestava po popisu iz leta 2002 | Etnična sestava po popisu iz leta 2002 | Etnična sestava po popisu iz leta 2002 | Etnična sestava po popisu iz leta 2002 |
| -------------------------------------- | -------------------------------------- | -------------------------------------- | -------------------------------------- | -------------------------------------- |
| Srbi                                   | Srbi                                   |                                        | 79                                     | 98,75%                                 |
| Črnogorci                              | Črnogorci                              |                                        | 1                                      | 1,25%                                  |
| Neznano                                | Neznano                                |                                        | 0                                      | 0,0%                                   |